# Stati Belgi Uniti
Gli Stati Belgi Uniti (in olandese: Verenigde Nederlandse Staten o Verenigde Belgische Staten, in francese: États-Belgiques-Unis) furono una confederazione di stati dei Paesi Bassi del Sud che esistette dal gennaio al dicembre del 1790, durante la breve rivolta contro la monarchia asburgica dell'imperatore Giuseppe II. La denominazione venne assunta, essendo chiaro che si trattava di unire le antiche assemblee delle diverse province (definite Stati, al pari, per esempio, degli allora Stati Generali della Repubblica delle Sette Province Unite), non organizzazioni territoriali (i nostri stati).

## Storia
Influenzato dall'illuminismo, l'imperatore Giuseppe II portò avanti una serie di riforme su vasta scala nei Paesi Bassi austriaci già negli anni ottanta del Settecento, ridisegnando radicalmente lo Stato e modernizzando la politica che venne accentrata, oltre a rivedere il sistema giuridico ed amministrativo. L'antico sistema decentralizzato del potere venne uniformato a quello centralista vigente nell'impero e venne esteso alle 9 province e 35 distretti dell'area belga. Giuseppe inoltre secolarizzò il sistema educativo e riorganizzò o abolì molti ordini religiosi.

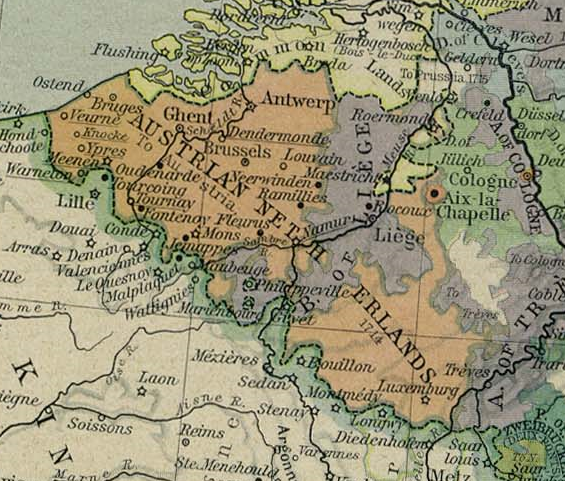
Mappa dei Paesi Bassi austriaci nel 1786.

Nel 1789, scoppiò così una rivolta popolare nei Paesi Bassi austriaci in reazione proprio alla politica accentratrice e riformista dell'Imperatore. Apparvero così due fazioni distinte: gli Statists che si opponevano alle riforme, e gli Vonckists, da Jan Frans Vonck, che inizialmente supportarono le riforme e successivamente aderirono all'opposizione ma in maniera più moderata.
La sollevazione ebbe origine nel ducato di Brabante, il quale nel gennaio 1789 non si riconobbe più come stato sottoposto al governo dell'Imperatore, nella cosiddetta Rivoluzione del Brabante. Il capo della fazione statista, Hendrik van der Noot, attraversò i confini della Repubblica delle Sette Province Unite e raccolse un piccolo esercito a Breda.
Nell'ottobre del 1789 egli invase quindi il Brabante e respinse un'azione imperiale alla Battaglia di Turnhout, il 27 ottobre. Gand venne presa il 13 novembre ed il 17 novembre il governatore imperiale Alberto di Sassonia-Teschen e l'arciduchessa Maria Cristina d'Asburgo-Lorena lasciarono Bruxelles. Il restante delle forze imperiali venne cacciato al di fuori delle mura della città venendo relegate a Lussemburgo e Anversa.
Van der Noot dichiarò il Brabante indipendente e le altre province seguirono il suo esempio poco dopo. L'11 gennaio 1790 venne siglata la nascita di una confederazione di stati sotto il nome di Verenigde Nederlandse Staten / États-Belgiques-Unis (Stati del Belgio Uniti) e venne costituito un congresso sovrano. L'Atto di Abiura del 1581 nei Paesi Bassi e la dichiarazione d'indipendenza statunitense del 1776 furono a tutti gli effetti il modello per la costituzione degli Stati del Belgio Uniti.
Indipendentemente, nel 1789, scoppiò una rivolta nel principato vescovile di Liegi e la repubblica che ne conseguì aderì volontariamente in alleanza con gli Stati del Belgio Uniti anche se le premesse erano in certo senso opposte a quelle del governo "belga": infatti il nuovo governo di Liegi voleva una totale discontinuità con il sistema di governo precedente mentre quello belga rivendicava al contrario il rispetto degli antichi diritti di autonomia che, secondo loro, erano stati calpestati da Giuseppe II.
Realizzando però la fragilità del nuovo Stato, Van Der Noot tentò di avvicinarsi ad altri stati confinanti per ottenere supporto, sebbene con scarso successo. Inoltre le fazioni degli Statisti e dei Vonckisti erano in costante conflitto e sul bordo della guerra civile.
Alla morte di Giuseppe II gli era succeduto il fratello Leopoldo II come imperatore. Leopoldo si mosse velocemente per riprendere possesso dei Paesi Bassi austriaci. Il 24 ottobre le truppe imperiali presero il possesso della città di Namur, forzando la provincia a riconoscere l'autorità dell'imperatore. Due giorni dopo tutta la provincia delle Fiandre Orientali seguì il medesimo corso e per dicembre di quell'anno tutto il territorio era nuovamente in mano imperiale.

## Effetti successivi
Malgrado la breve vita degli Stati Belgi Uniti, la presenza di questo Stato ebbe ideologicamente degli effetti a lunga durata su tutta l'area. I belgi infatti conobbero un primo assaggio di indipendenza per la creazione di un futuro Stato indipendente: il Belgio.
Nel 1830, infatti, gli abitanti dei Paesi Bassi del Sud si rivoltarono al regno dei Paesi Bassi formando l'odierno Belgio.